# Gare de Bords
La gare de Bords est une gare ferroviaire française de la ligne de Nantes-Orléans à Saintes, située sur le territoire de la commune de Bords dans le département de la Charente-Maritime, en région Nouvelle-Aquitaine.
C'est une halte ferroviaire de la Société nationale des chemins de fer français (SNCF), elle est desservie par des TER Nouvelle-Aquitaine.

## Situation ferroviaire
Établie à 6 mètres d'altitude, la gare de Bords est située au point kilométrique (PK) 225,406 de la ligne de Nantes-Orléans à Saintes entre les gares de Tonnay-Charente et la Saint-Savinien-sur-Charente.

## Histoire
En 1867 fut réalisée la construction d'une voie ferrée le long de la Charente afin de relier Rochefort à Angoulême via Saintes et Cognac. 
Avec l'apport des capitaux de la Compagnie des Charentes, la nouvelle ligne ferroviaire fut mise en chantier par une réalisation progressive en trois tronçons. La première section ferroviaire reliait les villes de Rochefort et de Saintes en passant du nord-ouest au sud-est par Tonnay-Charente, Bords, Saint-Savinien et Taillebourg. La première section de la ligne ferroviaire fut ouverte à l'exploitation commerciale le 15 avril 1867 en même temps que toutes les gares qui jalonnent son parcours.  
Implantée sur la rive droite de la Charente, la gare rurale de Bords est établie aux portes du bourg. Une autre petite gare rurale fut créée à L'Hôpiteau-sur-Charente, écart dépendant de la commune de Bords, situé entre Bords et Saint-Savinien. Ce lieu-dit abritait cependant une simple halte ferroviaire sur la ligne de Rochefort à Saintes mais elle permettait de desservir les villageois des alentours de la rive droite du fleuve tandis que la gare de Bords, bien plus importante, desservait les villages de la rive gauche que sont La Vallée, Romegoux et Geay, tous situés dans le canton de Saint-Porchaire. Ces voyageurs se rendaient à la gare de Bords après avoir traversé la Charente au moyen de passeurs, nommés localement bacs.
La station ferroviaire de Bords fut dotée d'entrepôts pour les marchandises et une voie de garage y fut construite. 
Au lendemain de la Seconde Guerre mondiale, le trafic ferroviaire des voyageurs a commencé à décliner rapidement et faillit entraîner à terme la fermeture définitive de la gare de Bords. Mais la mise en place  par la région Poitou-Charentes d'un réseau régional de trains TER Poitou-Charentes à partir de 2002 a sauvé de justesse la station ferroviaire. Bords comme Saint-Savinien est aujourd'hui une halte ferroviaire sur l'importante ligne régionale qui relie Nantes à Bordeaux via La Rochelle, Rochefort et Saintes.

## Fréquentation
De 2015 à 2023, selon les estimations de la SNCF, la fréquentation annuelle de la gare s'élève aux nombres indiqués dans le tableau ci-dessous.
| Année     | 2015  | 2016  | 2017  | 2018  | 2019  | 2020  | 2021  | 2022   | 2023   |
| --------- | ----- | ----- | ----- | ----- | ----- | ----- | ----- | ------ | ------ |
| Voyageurs | 9 671 | 7 378 | 7 084 | 6 178 | 8 135 | 5 494 | 5 594 | 14 598 | 20 131 |

## Service des voyageurs

### Accueil

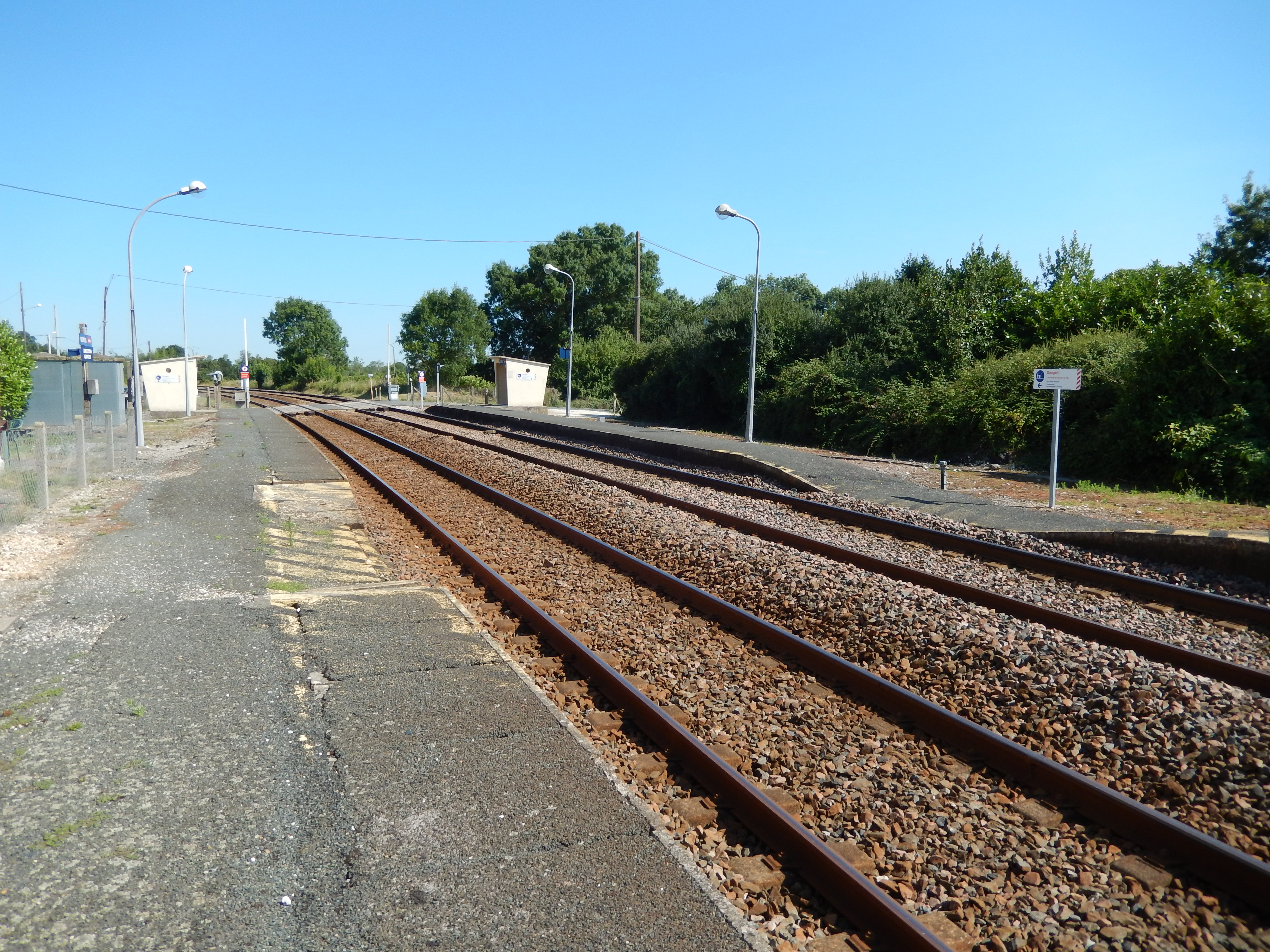
Quais, abris et au fond l'accès par le passage à niveau.

Halte SNCF, c'est un point d'arrêt non géré (PANG). L'accès aux quais et le passage d'un quai à l'autre s'effectuent par le passage à niveau routier.

### Desserte
Bords  est desservie par des trains TER Nouvelle-Aquitaine circulant entre Saintes et La Rochelle-Porte-Dauphine. Deux allers-retours sont prolongés de Saintes à Angoulême. 8 allers-retours desservent la gare en semaine et 3 aller-retour les samedis et dimanches.

### Intermodalité
Le stationnement des véhicules est possible à proximité.

## Patrimoine ferroviaire
Le bâtiment voyageurs a été racheté par la commune, il est utilisé comme maison d'habitation, la cour de la gare est entourée d'un mur et fermée.

La halte et l'ancien bâtiment voyageurs en 2018
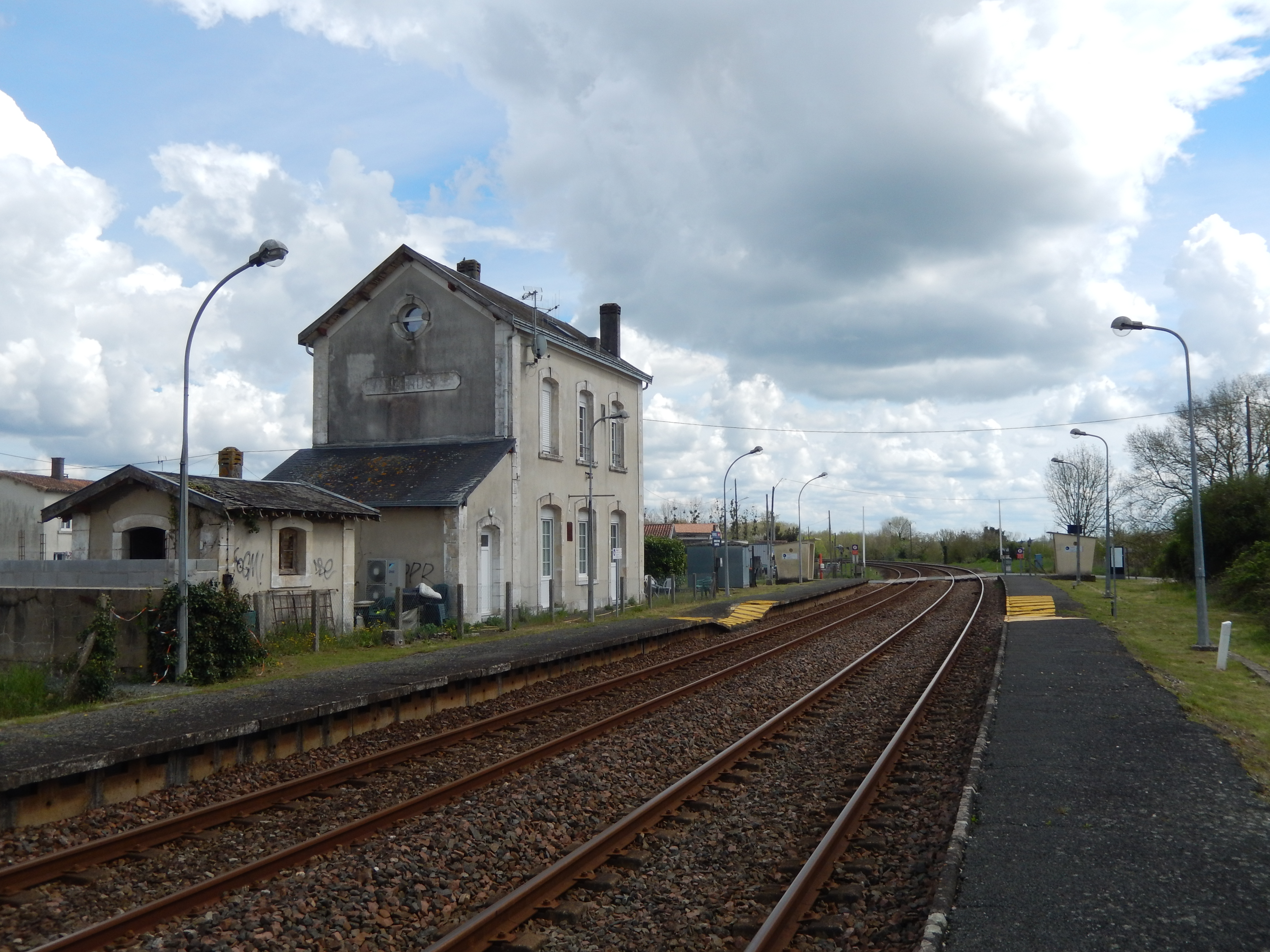
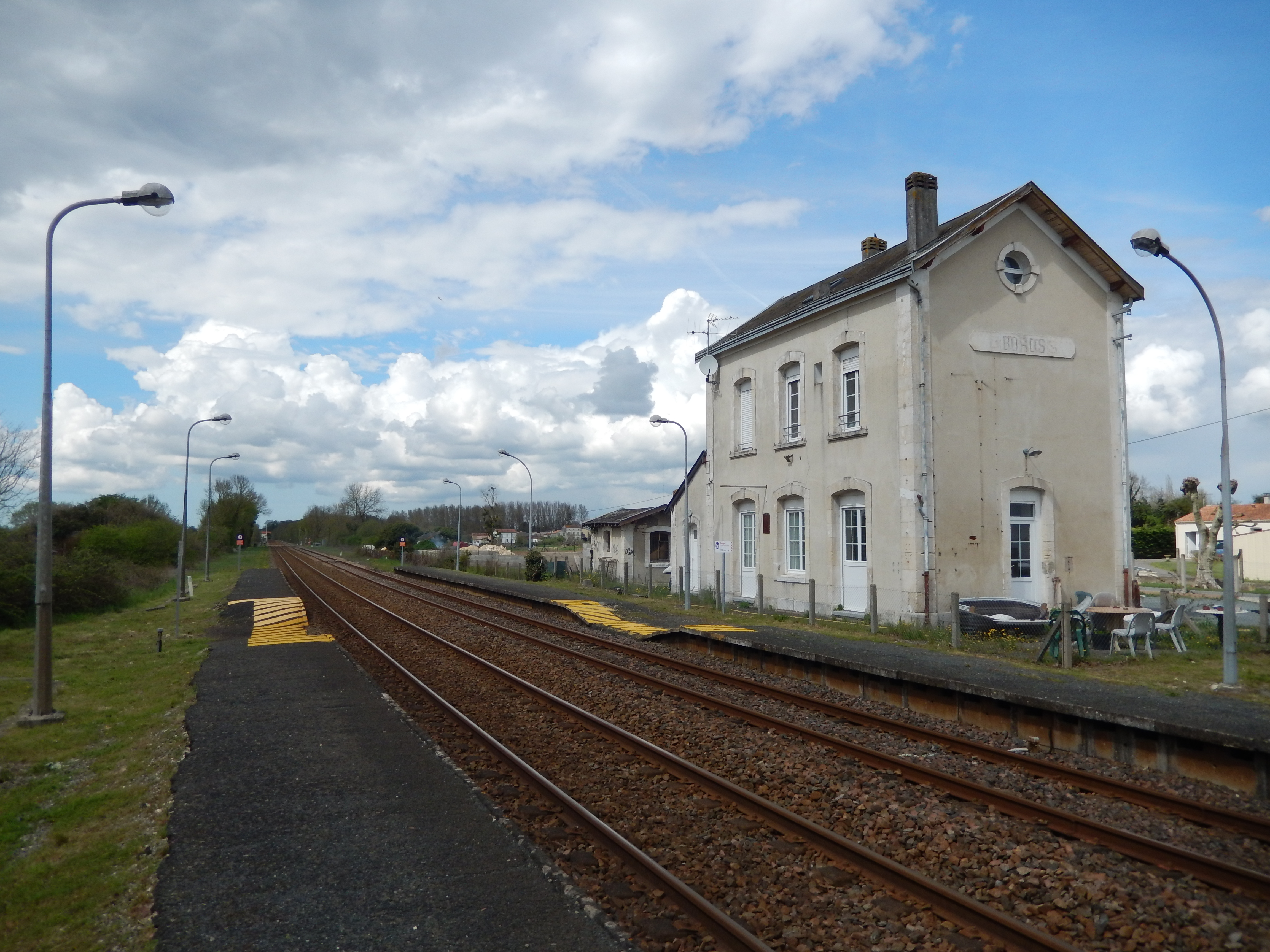